# 滇西乌头
滇西乌头（学名：Aconitum bulleyanum），为毛茛科乌头属下的一个种。

## 扩展阅读
維基物種上的相關：滇西乌头